# Nachikatsuura
Nachikatsuura (那智勝浦町, Nachikatsuura-chō) est un bourg du district de Higashimuro, dans la préfecture de Wakayama, au Japon.

## Géographie

### Situation
Nachikatsuura est situé près de la pointe sud de la péninsule de Kii, dans le sud-est de la préfecture de Wakayama.

### Démographie
Au 1er décembre 2014, la population de Nachikatsuura s'élevait à 15 911 habitants répartis sur une superficie de 183,45 km2. En avril 2023, elle s'élevait à 13 891 habitants.

### Climat
Nachikatsuura a un climat subtropical humide caractérisé par des étés chauds et des hivers frais avec peu ou pas de chutes de neige. La température moyenne annuelle est de 16,5 °C. La pluviométrie annuelle moyenne est de 2 596 mm, septembre étant le mois le plus humide.

## Histoire
La région Nachikatsuura se trouvait dans l'ancienne province de Kii. Le sanctuaire Kumano Nachi, l'un des sanctuaires de Kumano Sanzan, est une destination pour les pèlerins depuis l'époque de Heian. Les villages modernes de Nachi et Katsuura sont créés le 1er avril 1889. Katsuura est élevé au statut de bourg le 1er mai 1908 et Nachi le 1er août 1934. Le 1er avril 1955, Nachi et Katsura fusionnent avec les villages voisins d'Ukuimura et de Wakamura pour former le bourg de Nachikatsuura.

## Patrimoine culturel et naturel

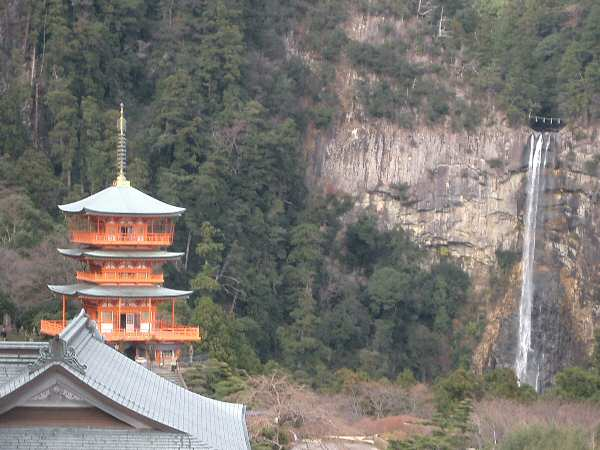
Vue du Seiganto-ji (pagode à trois étages) et de la cascade de Nachi.

Le sanctuaire shinto Kumano Nachi, la cascade de Nachi et le Fudarakusan-ji se trouvent sur le territoire de Nachikatsuura.

## Transports
Nachikatsuura est desservi par la ligne principale Kisei de la JR West. La gare de Kii-Katsuura est la principale gare du bourg.